# Đảng Thân Dân
Đảng Thân Dân (PFP, Tiếng Trung: 親民黨) là một đảng phái chính trị tại Đài Loan. Thành lập bởi cựu đảng viên Quốc dân Đảng là Tống Sở Du trước cuộc bầu cử tổng thống năm 2000 vì bất đồng với chủ tịch Quôc dân Đảng khi đó là Lý Đăng Huy.